# Sam Lloyd
Samuel Lloyd Jr. (Weston, 12 novembre 1963 – Los Angeles, 30 aprile 2020) è stato un attore, musicista e cantante statunitense, noto per il ruolo di Ted Buckland nella serie televisiva Scrubs - Medici ai primi ferri.

## Biografia
Nipote dell'attore Christopher Lloyd e figlio dell'attore Sam Lloyd Sr. e Marianna McGuffin, i suoi genitori divorziarono quando aveva 17 anni. Prese parte con piccoli ruoli al telefilm Malcolm. Successivamente impersonò lo psichiatra in Desperate Housewives. Inoltre apparve in una puntata di Medium e in un episodio di Numb3rs.
Fu anche musicista e cantante a cappella. Assieme ad attori minori della serie televisiva Scrubs - Medici ai primi ferri, di cui faceva parte interpretando il ruolo del legale Ted Buckland, fondò i The Blanks, scherzosamente chiamati Ted's Band, che in patria e in America Settentrionale ebbero un grande successo.
Nel 2011 ebbe una parte nella seconda stagione del telefilm Cougar Town, dove diede di nuovo volto a Ted Buckland, il personaggio di Scrubs - Medici ai primi ferri, ma non più come avvocato, bensì come cantante.
Nel febbraio 2019 gli fu diagnosticato un cancro ai polmoni inoperabile, lentamente diffusosi su altri organi quali il cervello, il fegato, la colonna vertebrale e la mascella.
È morto a Los Angeles il 30 aprile 2020, all'età di 56 anni.

## Vita privata
Era sposato con Vanessa Villalovos dalla quale ebbe un figlio, Weston (2018).

## Filmografia parziale

### Cinema
- Sol levante (Rising Sun), regia di Philip Kaufman (1993)
- Flubber - Un professore fra le nuvole (Flubber), regia di Les Mayfield (1997)
- Galaxy Quest, regia di Dean Parisot (1999)
- Distruggete Los Angeles! (Scorcher), regia di James Seale (2002)
- Come ti ammazzo l'ex (ExTerminators), regia di John Inwood (2009)

### Televisione

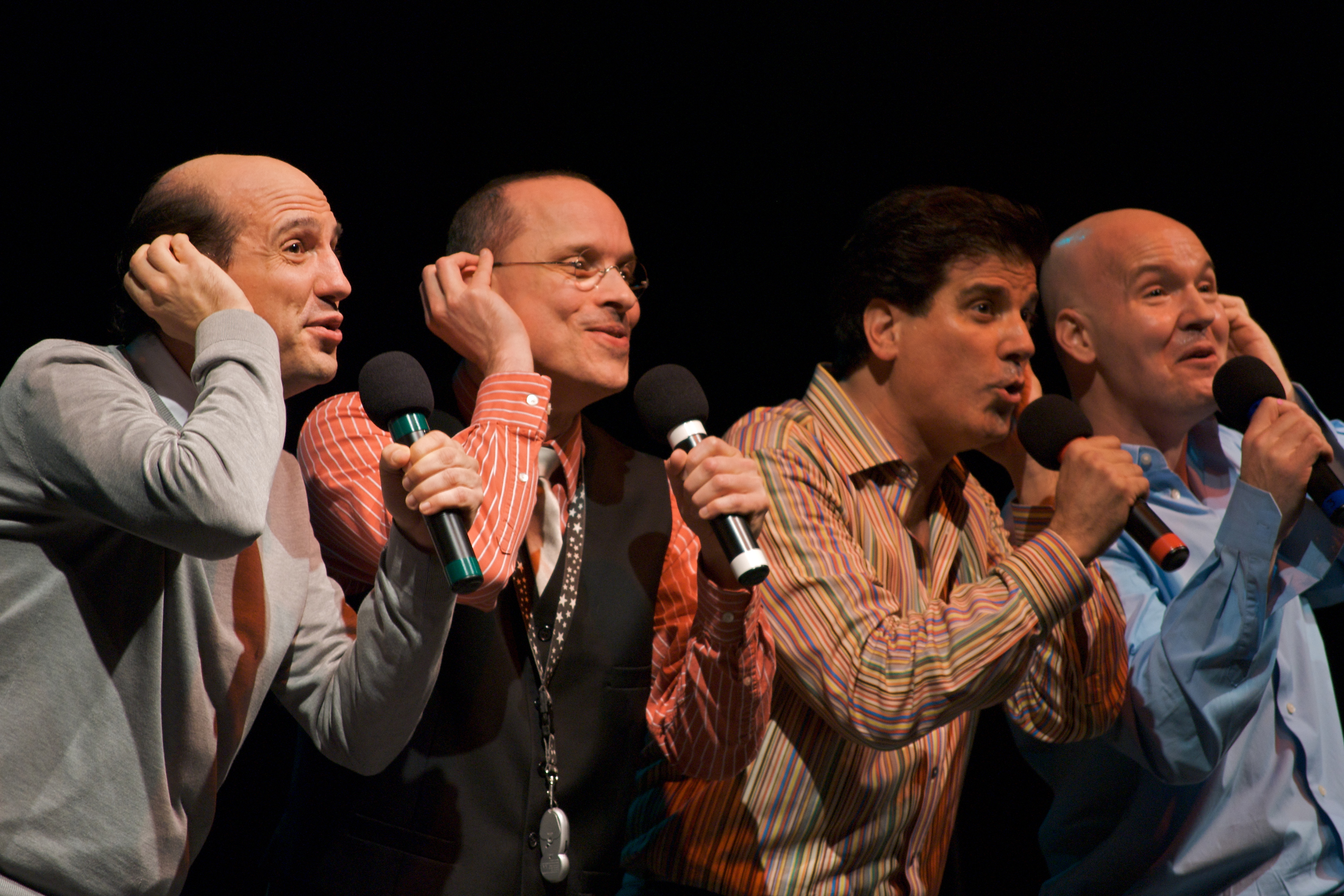
Sam Lloyd insieme ai Blanks nel 2009

- Seinfeld – serie TV, episodio 5x10-5x15 (1993)
- Innamorati pazzi (Mad About You) – serie TV, episodi 5x15-5x19 (1997)
- West Wing - Tutti gli uomini del Presidente (The West Wing) – serie TV, 2 episodi (1999-2002)
- Spin City – serie TV, episodio 5x04 (2000)
- The Nightmare Room - serie TV, episodio 1x10 (2002)
- Scrubs - Medici ai primi ferri (Scrubs) – serie TV, 95 episodi (2001-2009)
- Desperate Housewives – serie TV, 8 episodi (2004-2005)
- Malcolm – serie TV, 1 episodio (2005)
- Numb3rs – serie TV, 1 episodio (2009)
- Til Death - Per tutta la vita – serie TV, 1 episodio (2010)
- Medium – serie TV, 1 episodio (2010)
- Cougar Town – serie TV, 2 episodi (2011-2012)
- The Middle – serie TV, 3 episodi (2012)
- Modern Family – serie TV, 2 episodi (2014-2019)
- Shameless – serie TV, 1 episodio (2015)
- American Housewife - serie TV, 1 Episodio

## Doppiatori italiani
Nelle versioni in italiano delle opere in cui ha recitato, Sam Lloyd è stato doppiato da:
- Oliviero Dinelli in Una famiglia del terzo tipo, West Wing - Tutti gli uomini del Presidente, The Middle
- Gaetano Varcasia in Scrubs - Medici ai primi ferri, Cougar Town
- Simone Mori in Seinfeld (ep. 5x10)
- Vladimiro Conti in Seinfeld (ep. 5x15)
- Pierluigi Astore in Distruggete Los Angeles!
- Gianni Giuliano in Desperate Housewives
- Vittorio De Angelis in Malcolm
- Mino Caprio in Medium
- Luciano Roffi ne I fratelli Salomon
- Enrico Maggi in Come ti ammazzo l'ex
- Enzo Avolio in Innamorati pazzi
- Ambrogio Colombo in Shameless